# Roundell Palmer (1. hrabia Selborne)
Roundell Palmer, 1. hrabia Selborne (ur. 27 listopada 1812 w Mixbury w hrabstwie Oxfordshire, zm. 4 maja 1895 w Hampshire) – brytyjski prawnik i polityk, członek Partii Konserwatywnej, następnie frankcji Peelites, Partii Liberalnej, a następnie Partii Liberalno-Unionistycznej, minister w rządach lorda Palmerstona, lorda Russella i Williama Ewarta Gladstone’a.

## Życiorys
Wykształcenie odebrał w Rugby School oraz w Winchester School. W 1834 r. ukończył studia w Trinity College na Uniwersytecie Oksfordzkim. W 1837 r. rozpoczął praktykę adwokacką. W 1848 r. poślubił Laurę Waldegrave. W 1849 r. został Radcą Królowej.
W 1847 r. został wybrany do Izby Gmin jako reprezentant okręgu Plymouth. Okręg ten reprezentował do 1857 r., z przerwą w latach 1852–1853. Od 1861 r. reprezentował Okręg wyborczy Richmond. Początkowo był członkiem Partii Konserwatywnej, ale rychło przeszedł do grona stronników byłego premiera Roberta Peela. Następnie wstąpił do Partii Liberalnej. W latach 1861–1863 był Radcą Generalnym Anglii i Walii, a w latach 1863–1866 prokuratorem generalnym.
Kiedy premierem został w 1868 r. William Ewart Gladstone, Palmer nie otrzymał początkowo żadnego stanowiska. Dopiero w 1872 r. został Lordem Kanclerzem i otrzymał tytuł 1. barona Selborne, dzięki czemu zasiadł w Izbie Lordów. Za jego czasów dokonano reformy sądownictwa w 1873 r. W 1874 r. Selborne utracił stanowisko po wyborczej porażce liberałów. Ponownie był Lordem Kanclerzem w latach 1880–1885. W 1882 r. otrzymał tytuł hrabiego Selborne i wicehrabiego Wolmer.
Selborne był przeciwny przyznaniu Irlandii autonomii i kiedy Gladstone zadecydował o przedstawieniu Irish Hume Rule Bill, Selborne odszedł z Partii Liberalnej i wstąpił do nowej Partii Liberalno-Unionistycznej.
Zmarł w 1895 r. Tytuły parowskie odziedziczył jego jedyny syn, William.